# Хёхштадт-ан-дер-Айш
Хёхштадт-ан-дер-Айш (нем. Höchstadt an der Aisch) — город и городская община  в Германии, в федеральной земле Бавария.
Подчинён административному округу Средняя Франкония. Входит в состав района Эрланген-Хёхштадт.  Население составляет 13 169 человек (на 31 декабря 2010 года). Занимает площадь 70,90 км². Официальный код — 09 5 72 135.Местные регистрационные номера транспортных средств (коды автомобильных номеров) (нем. Kraftfahrzeugkennzeichen) — BA.
Община подразделяется на 23 городских района.

## Население
По оценке на 31 декабря 2015 года население городской общины составляет 13 251 чел.
| Дата      | 1840 | 1871 | 1900 | 1925 | 1939 | 1950 | 1961 | 1970 | 1987  | 2011  |
| --------- | ---- | ---- | ---- | ---- | ---- | ---- | ---- | ---- | ----- | ----- |
| Население | 3627 | 3677 | 3683 | 4004 | 4316 | 6155 | 6712 | 8231 | 11034 | 13130 |

| Год       | 1960 | 1970 | 1980 | 1990  | 2000  | 2009  | 2010  | 2011  | 2012  | 2013  | 2014  | 2015  |
| --------- | ---- | ---- | ---- | ----- | ----- | ----- | ----- | ----- | ----- | ----- | ----- | ----- |
| Население | 6450 | 8267 | 9986 | 11756 | 13238 | 13178 | 13169 | 13145 | 13162 | 13162 | 13158 | 13251 |